# Urenduíque
Urenduíque é uma comunidade de mineração de diamantes na região de Potaro–Siparúni, na Guiana, perto da fronteira com o Brasil, na região da questão do Pirara.
A produção de diamantes sofreu uma diminuição acentuada no século XXI. Urenduíque tinha uma população de 3 pessoas em 2012.
As  cachoeiras de Urenduíque é uma atração turística popular. O Aeroporto de fornece acesso à área. Possui delegacia de polícia.